# Belcanto (film)
Belcanto – polska tragikomedia, w reżyserii Ryszarda Nyczki. Zdjęcia do filmu rozpoczęto 1 kwietnia 2009, a zakończono w maju 2009 roku.

## Miejsce akcji
Akcja filmu rozgrywa się w 1966 roku na Pomorzu Zachodnim, w mieście S. (Stargard), które jest położone w pobliżu olbrzymiego rosyjskiego lotniska wojskowego K. (Lotnisko Kluczewo).

## Opis fabuły
Główny bohater – Mariusz Marzęda – prowincjonalny tenor operowo – operetkowy jest ulubieńcem całego miasteczka. Z jednaką ochotą śpiewa na akademiach organizowanych przez komunistów, jak i podczas uroczystości kościelnych. W swoim repertuarze Mariusz Marzęda ma również piosenki legionowe, akowskie, harcerskie, lwowskie, wileńskie, hiszpańskie, rosyjskie, a nawet – żydowskie. Pewnego dnia Marzęda popada jednak w konflikt sąsiedzki z mieszkającą za ścianą piękną kobietą, która w mieście S. pełni funkcję tak zwanej "gejszy". Nasz tenor zwykł ćwiczyć nad ranem głos – podczas gdy jego sąsiadka chce odsypiać ciężko przepracowane noce. Z uwagi na olbrzymie wpływy kobiety w sferach rządzących miasteczkiem – Marzęda traci pracę i zostaje zepchnięty na samo dno życia społecznego. Wtedy na drodze Marzędy staje jego stary znajomy – Rosjanin, generał major Ogórcow – dowódca wojsk stacjonujących na lotnisku w K. – zdeklarowany wielbiciel muzyki – a więc również alkoholu, wszelkich tańców i śpiewów. Ogórcow, tak samo jak Marzęda jest zdania, że nikczemność kobiet nie zna właściwie granic. Właśnie opuściła go trzecia żona! Uciekła z agentem kontrwywiadu, podobno do samego Berlina Zachodniego. Po krótkim zastanowieniu generał major podejmuje decyzję, że osobiście zrzuci dwie bomby atomowe na Berlin Zachodni. Chce w ten sposób sprawić honorowy, oficerski pogrzeb sobie samemu, swojej żonie, a przy okazji – pogrzebać cały ten okrutny i nikczemny Świat. Marzęda i Ogórcow wsiadają do samolotu bombowego TU 16. Wybuch Trzeciej Wojny Światowej wisi właściwie na włosku.

## Nagrody
Film uzyskał dofinansowanie z Zachodniopomorskiego Funduszu Filmowego Pomerania Film w wysokości 350 tys. zł. Celem jest wsparcie produkcji filmowej związanej poprzez tematykę, twórców lub miejsce realizacji z województwem zachodniopomorskim.

## Obsada
- Cezary Pazura − Mariusz Marzęda
- Magdalena Różczka − Katarzyna Pietrusińska
- Piotr Gąsowski − generał Ogórcow
- Hanna Śleszyńska − pani przewodnik
- Bronisław Wrocławski − dyrektor cyrku
- Agnieszka Wosińska − żona Ogórcowa
- Lech Dyblik − milicjant
- Tadeusz Chudecki − Nikodem Wyciech, dyrektor piekarni
- Jerzy Gudejko − reżyser z Warszawy
- Wiesław Komasa − dyrektor szkoły
- Cezary Kosiński
- Sławomir Pacek
- Sławomir Sulej
- Krzysztof Tyniec
- Wojciech Biedroń
- Wojciech Starostecki
- Leszek Świdziński
- Andrzej Gałła
- Mariusz Czajka